# 얼 롱
얼 켐프 롱(Earl Kemp Long, 1895년 8월 26일 ~ 1960년 9월 5일)은 미국의 정치인으로 제45대 루이지애나주 주지사이다.

## 학력
- 루이지애나 주립 대학교
- 툴레인 대학교
- 로욜라 대학교 뉴올리언스 법학학사

## 경력
- 1936.05 ~ 1939.06 제55대 루이지애나 상원의장
- 1936.05 ~ 1939.06 제38대 루이지애나 부지사
- 1939.06 ~ 1940.05 제45대 루이지애나 주지사
- 1948.05 ~ 1952.05 제45대 루이지애나 주지사
- 1956.05 ~ 1960.05 제45대 루이지애나 주지사

## 역대 선거 결과
| 선거명      | 직책명            | 대수 | 정당   | 득표율  | 득표수    | 결과 | 당락                   |
| ----------- | ----------------- | ---- | ------ | ------- | --------- | ---- | ---------------------- |
| 1936년 선거 | 루이지애나 부지사 | 38대 | 민주당 | 100.00% | 131,991표 | 1위  | 루이지애나 부지사 당선 |
| 1948년 선거 | 루이지애나 주지사 | 45대 | 민주당 | 100.00% | 76,566표  | 1위  | 루이지애나 주지사 당선 |
| 1956년 선거 | 루이지애나 주지사 | 45대 | 민주당 | 100.00% | 172,291표 | 1위  | 루이지애나 주지사 당선 |